# Selecció de futbol d'Irlanda del Nord
La Selecció de futbol d'Irlanda del Nord és l'equip representatiu d'aquest territori en les competicions oficials. La seva organització està a càrrec de l'Associació Irlandesa de Futbol, pertanyent a la UEFA.
La selecció d'Irlanda del Nord és una de les quatre seleccions que componen el Regne Unit, conjuntament amb les seleccions de futbol d'Escòcia, Gal·les i Anglaterra.
Aquesta selecció és una de les més antigues del món (el seu primer partit va ser disputat el 1882), representant a tota Irlanda, fins a 1920, data en la qual es va proclamar la separació de l'Estat Lliure d'Irlanda, mentre que l'antiga selecció d'Irlanda va passar a anomenar-se selecció d'Irlanda del Nord.
Ha participat en tres Copes del Món, arribant fins als quarts de finals a Suècia 1958, i a una Eurocopa, la del 2016.

## Participacions en la Copa del Món
- Participacions en Copes del Món: 3
- Primera Copa del Món: 1958
- Millor resultat en la Copa del Món: Quarts de final (1958)

### Detall
Campions      Finalistes      Tercers      Quarts
| Historial a la Copa del Món | Historial a la Copa del Món | Historial a la Copa del Món | Historial a la Copa del Món | Historial a la Copa del Món | Historial a la Copa del Món | Historial a la Copa del Món | Historial a la Copa del Món | Historial a la Copa del Món |
| Edició                      | Ronda                       | Posició                     | PJ                          | PG                          | PE                          | PP                          | GF                          | GC                          |
| --------------------------- | --------------------------- | --------------------------- | --------------------------- | --------------------------- | --------------------------- | --------------------------- | --------------------------- | --------------------------- |
| 1930                        | No hi participà             | No hi participà             | No hi participà             | No hi participà             | No hi participà             | No hi participà             | No hi participà             | No hi participà             |
| 1934                        | No hi participà             | No hi participà             | No hi participà             | No hi participà             | No hi participà             | No hi participà             | No hi participà             | No hi participà             |
| 1938                        | No hi participà             | No hi participà             | No hi participà             | No hi participà             | No hi participà             | No hi participà             | No hi participà             | No hi participà             |
| 1950                        | No es classificà            | No es classificà            | No es classificà            | No es classificà            | No es classificà            | No es classificà            | No es classificà            | No es classificà            |
| 1954                        | No es classificà            | No es classificà            | No es classificà            | No es classificà            | No es classificà            | No es classificà            | No es classificà            | No es classificà            |
| 1958                        | Quarts de final             | 7s                          | 5                           | 2                           | 1                           | 2                           | 6                           | 10                          |
| 1962                        | No es classificà            | No es classificà            | No es classificà            | No es classificà            | No es classificà            | No es classificà            | No es classificà            | No es classificà            |
| 1966                        | No es classificà            | No es classificà            | No es classificà            | No es classificà            | No es classificà            | No es classificà            | No es classificà            | No es classificà            |
| 1970                        | No es classificà            | No es classificà            | No es classificà            | No es classificà            | No es classificà            | No es classificà            | No es classificà            | No es classificà            |
| 1974                        | No es classificà            | No es classificà            | No es classificà            | No es classificà            | No es classificà            | No es classificà            | No es classificà            | No es classificà            |
| 1978                        | No es classificà            | No es classificà            | No es classificà            | No es classificà            | No es classificà            | No es classificà            | No es classificà            | No es classificà            |
| 1982                        | Segona fase                 | 9s                          | 5                           | 1                           | 3                           | 1                           | 5                           | 7                           |
| 1986                        | Primera fase                | 21s                         | 3                           | 0                           | 1                           | 2                           | 2                           | 6                           |
| 1990                        | No es classificà            | No es classificà            | No es classificà            | No es classificà            | No es classificà            | No es classificà            | No es classificà            | No es classificà            |
| 1994                        | No es classificà            | No es classificà            | No es classificà            | No es classificà            | No es classificà            | No es classificà            | No es classificà            | No es classificà            |
| 1998                        | No es classificà            | No es classificà            | No es classificà            | No es classificà            | No es classificà            | No es classificà            | No es classificà            | No es classificà            |
| 2002                        | No es classificà            | No es classificà            | No es classificà            | No es classificà            | No es classificà            | No es classificà            | No es classificà            | No es classificà            |
| 2006                        | No es classificà            | No es classificà            | No es classificà            | No es classificà            | No es classificà            | No es classificà            | No es classificà            | No es classificà            |
| 2010                        | No es classificà            | No es classificà            | No es classificà            | No es classificà            | No es classificà            | No es classificà            | No es classificà            | No es classificà            |
| 2014                        | No es classificà            | No es classificà            | No es classificà            | No es classificà            | No es classificà            | No es classificà            | No es classificà            | No es classificà            |
| 2018                        | No es classificà            | No es classificà            | No es classificà            | No es classificà            | No es classificà            | No es classificà            | No es classificà            | No es classificà            |
| 2022                        | No es classificà            | No es classificà            | No es classificà            | No es classificà            | No es classificà            | No es classificà            | No es classificà            | No es classificà            |
| 2026                        | Pendent                     | Pendent                     | Pendent                     | Pendent                     | Pendent                     | Pendent                     | Pendent                     | Pendent                     |
| 2030                        | Pendent                     | Pendent                     | Pendent                     | Pendent                     | Pendent                     | Pendent                     | Pendent                     | Pendent                     |
| 2034                        | Pendent                     | Pendent                     | Pendent                     | Pendent                     | Pendent                     | Pendent                     | Pendent                     | Pendent                     |
| Total                       | Quarts de final             | Quarts de final             | 13                          | 3                           | 5                           | 5                           | 13                          | 23                          |

## Participacions en l'Eurocopa
- Participacions en Eurocopes: 1
- Primera Eurocopa: 2016
- Millor resultat en l'Eurocopa: Vuitens de final (2016)

### Detall
- Des de 1960 - No participà
- Des de 1964 a 2012 - No es classificà
- 2016 - Vuitens de final

## Participacions en els Jocs Olímpics
Forma part de la Selecció de futbol del Regne Unit.

## Estadístiques
- Primer partit (com a Irlanda unificada)

| Irlanda | 0–13 | Anglaterra |
| ------- | ---- | ---------- |
|         |      |            |

 Belfast, (Irlanda del Nord)        
- Primer partit com a Irlanda del Nord

| Irlanda del Nord | 0–2 | Anglaterra |
| ---------------- | --- | ---------- |
|                  |     |            |

 Belfast, (Irlanda del Nord)        
- Major victòria

| Irlanda del Nord | 7–0 | Gal·les |
| ---------------- | --- | ------- |
|                  |     |         |

 Belfast, (Irlanda del Nord)        
- Major derrota

| Irlanda | 0–13 | Anglaterra |
| ------- | ---- | ---------- |
|         |      |            |

 Belfast, (Irlanda del Nord)        

## Equip
Els jugadors convocats pel Campionat d'Europa de futbol 2016
| Dorsal | Posició | Jugador          | Data de naixement/edat | Partits | Gols | Club                 |
| ------ | ------- | ---------------- | ---------------------- | ------- | ---- | -------------------- |
| 1      | POR     | Michael McGovern | 12 de juliol de 1984   | 11      | 0    | Hamilton Academical  |
| 2      | DEF     | Conor McLaughlin | 26 de juliol de 1991   | 18      | 0    | Fleetwood Town       |
| 3      | MIG     | Shane Ferguson   | 12 de juliol de 1991   | 25      | 1    | Millwall             |
| 4      | DEF     | Gareth McAuley   | 5 de desembre de 1979  | 61      | 7    | West Bromwich Albion |
| 5      | DEF     | Jonny Evans      | 3 de gener de 1988     | 49      | 1    | West Bromwich Albion |
| 6      | DEF     | Chris Baird      | 25 de febrer de 1982   | 78      | 0    | Fulham               |
| 7      | MIG     | Niall McGinn     | 20 de juliol de 1987   | 41      | 2    | Aberdeen             |
| 8      | MIG     | Steven Davis     | 1 de gener de 1985     | 83      | 8    | Southampton (capità) |
| 9      | DAV     | Will Grigg       | 3 de juliol de 1991    | 8       | 1    | Wigan Athletic       |
| 10     | DAV     | Kyle Lafferty    | 16 de setembre de 1987 | 51      | 17   | Birmingham City      |
| 11     | DAV     | Conor Washington | 18 de maig de 1992     | 4       | 2    | Queens Park Rangers  |
| 12     | POR     | Roy Carroll      | 30 de setembre de 1977 | 43      | 0    | Notts County         |
| 13     | MIG     | Corry Evans      | 17 de juliol de 1990   | 34      | 1    | Blackburn Rovers     |
| 14     | MIG     | Stuart Dallas    | 19 d'abril de 1991     | 13      | 1    | Leeds United         |
| 15     | DEF     | Luke McCullough  | 15 de febrer de 1994   | 5       | 0    | Doncaster Rovers     |
| 16     | MIG     | Oliver Norwood   | 12 d'abril de 1991     | 34      | 0    | Reading              |
| 17     | DEF     | Paddy McNair     | 27 d'abril de 1995     | 9       | 0    | Manchester United    |
| 18     | DEF     | Aaron Hughes     | 8 de novembre de 1979  | 100     | 1    | Melbourne City       |
| 19     | MIG     | Jamie Ward       | 12 de maig de 1986     | 22      | 2    | Nottingham Forest    |
| 20     | DEF     | Craig Cathcart   | 6 de febrer de 1989    | 28      | 2    | Watford              |
| 21     | DAV     | Josh Magennis    | 15 de maig de 1990     | 19      | 1    | Kilmarnock           |
| 22     | DEF     | Lee Hodson       | 2 d'octubre de 1991    | 16      | 0    | Milton Keynes Dons   |
| 23     | POR     | Alan Mannus      | 19 de maig de 1982     | 8       | 0    | St Johnstone         |

## Jugadors històrics
| Porters - Harry Gregg - Pat Jennings - Willie McFaul - Jim Platt - Tommy Wright | Defenses - Danny Blanchflower - Jackie Blanchflower - Dave Clements - Mal Donaghy - Allan Hunter - John McClelland - Alan McDonald - Alf McMichael - Terry Neill - Sammy Nelson - Chris Nicholl - Jimmy Nicholl - John O'Neill - Pat Rice - Gerry Taggart - Nigel Worthington | Centrecampistes - George Best - Billy Bingham - Noel Brotherston - Wilbur Cush - Bryan Hamilton - Michael Hughes - Neil Lennon - Steve Lomas - Jim Magilton - David McCreery - Jimmy McIlroy - Sammy McIlroy - Peter McParland - Jimmy Nicholson - Martin O'Neill - Michael O'Neill - Bertie Peacock - Danny Wilson | Davanters - Gerry Armstrong - Colin Clarke - Peter Doherty - Derek Dougan - Iain Dowie - Billy Hamilton - Jimmy McIlroy - Jimmy Quinn - Norman Whiteside - Kevin Wilson |

## Entrenadors
- Peter Doherty (1951–1962)
- Bertie Peacock (1962–1967)
- Billy Bingham (1967–1971)
- Terry Neill (1971–1975)
- Dave Clements (1975–1976)
- Danny Blanchflower (1976–1979)
- Billy Bingham (1980–1994)
- Bryan Hamilton (1994–1998)
- Lawrie McMenemy (1998–1999)
- Sammy McIlroy (2000–2003)
- Lawrie Sanchez (2004–2007)
- Nigel Worthington (2007–present)